# Petovia
Petovia là một chi bướm đêm thuộc họ Geometridae.

## Các loài
- Petovia amatonga
- Petovia dichroaria
- Petovia equatorialis
- Petovia incertaria
- Petovia marginata
- Petovia patrisaloysii
- Petovia perversaria
- Petovia uniformis